# Battaglia di Slavjansk
La battaglia di Slavjiansk fu una battaglia combattuta tra tedeschi e sovietici fra il 16 gennaio e il 27 marzo 1942. Si risolse con una dura disfatta sovietica.

## Lo svolgimento
Durante l'offensiva d'Inverno i sovietici il 15 gennaio raggiunsero i pressi di Slavjansk, una città non molto importante dal punto dei vista economico e politico, ma considerevole dal punto di vista militare perché era il punto dove i sovietici avevano sfondato e quindi i tedeschi, per impedire l'accerchiamento, e di conseguenza, la distruzione delle forze là dislocate, dovevano tener duro.
Comunque in quel settore la superiorità sovietica era schiacciante. Contro la sola 257ª divisione della Wehrmacht, oltretutto ridotta a soli 9000 uomini, l'Armata Rossa poteva disporre di 7 divisioni di fucilieri, una di cavalleria e una brigata corazzata, per un totale di minimo 70000 uomini. Ciononostante i tedeschi resistettero vittoriosamente. Gli attacchi sovietici del gennaio e del febbraio si risolsero in sanguinosi insuccessi. Inoltre la 257ª divisione effettuò molti contrattacchi che costarono molto al nemico.
In marzo le forze dell'Unione Sovietica attaccarono più violentemente di prima ma applicarono la strategia sbagliata di attaccare in moltitudine contro le difese avversarie, diventando così facile bersaglio per i tedeschi, che in questo modo subivano anche poche perdite. Perciò per i sovietici un'offensiva che sembrava vittoriosa si risolse in un disastro sanguinoso, con l'annientamento completo di 3 divisioni di fucilieri e di una di cavalleria. Le altre forze erano duramente provate.
Quindi il 27 marzo le rimanenti forze dell'Armata Rossa in quel settore si ritirarono, vista l'impossibilità di continuare l'attacco. Secondo stime tedesche i sovietici subirono 12500 morti, 30000 feriti, 8000 congelati e solo 400 prigionieri. Per contro, la Wehrmacht ebbe 652 morti, 296 dispersi, quasi tutti dichiarati morti, 1673 feriti e 1689 congelati. Con questa finì l'ultima offensiva d'Inverno russa in quel settore.